# 花尾神社

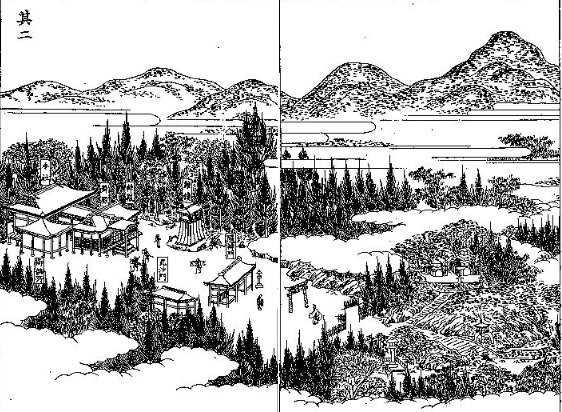
三国名勝図会第10巻に掲載されている花尾大権現社

花尾神社（はなおじんじゃ）は鹿児島県鹿児島市花尾町にある神社。江戸時代は「花尾山権現」と称する神仏混淆の神社であった。
本殿が絢爛豪華であることからその美しさを日光東照宮に例えて「さつま日光」とも呼ばれる。

## 祭神
源頼朝、丹後局、僧永金を主神として祀る。

## 沿革
社伝によれば、建保6年（1218年）に島津氏初代・島津忠久が父・源頼朝、母・丹後局、神社創始者である永金阿闍梨を祭る為に創建したとされる。
その内容の真偽はともかく、境内には「丹後局の墓」「丹後局の腰掛け石」等が残り、島津氏ゆかりの地として厚く保護された。実際は裏山の花尾山に祭られている小社が熊野神社であることから見て山岳信仰に根ざした熊野権現を主神とした神社だったのが、いつの間にかすり替わった物と考えられる。
山奥にあり交通不便な場所にあるが、島津氏縁の神社であることから琉球使節が派遣された折りには必ず参詣する神社となっていた。安永2年（1773年）銘と天明7年（1787年）銘を持つ琉球使節奉納の扁額が残っている。
現在残る社殿は正徳3年（1713年）建立の物で、天井画は嘉永6年（1853年）に能勢一清によって描かれた。別名を「さつま日光」とも言われる極彩色の華麗な物である。

## 社殿内

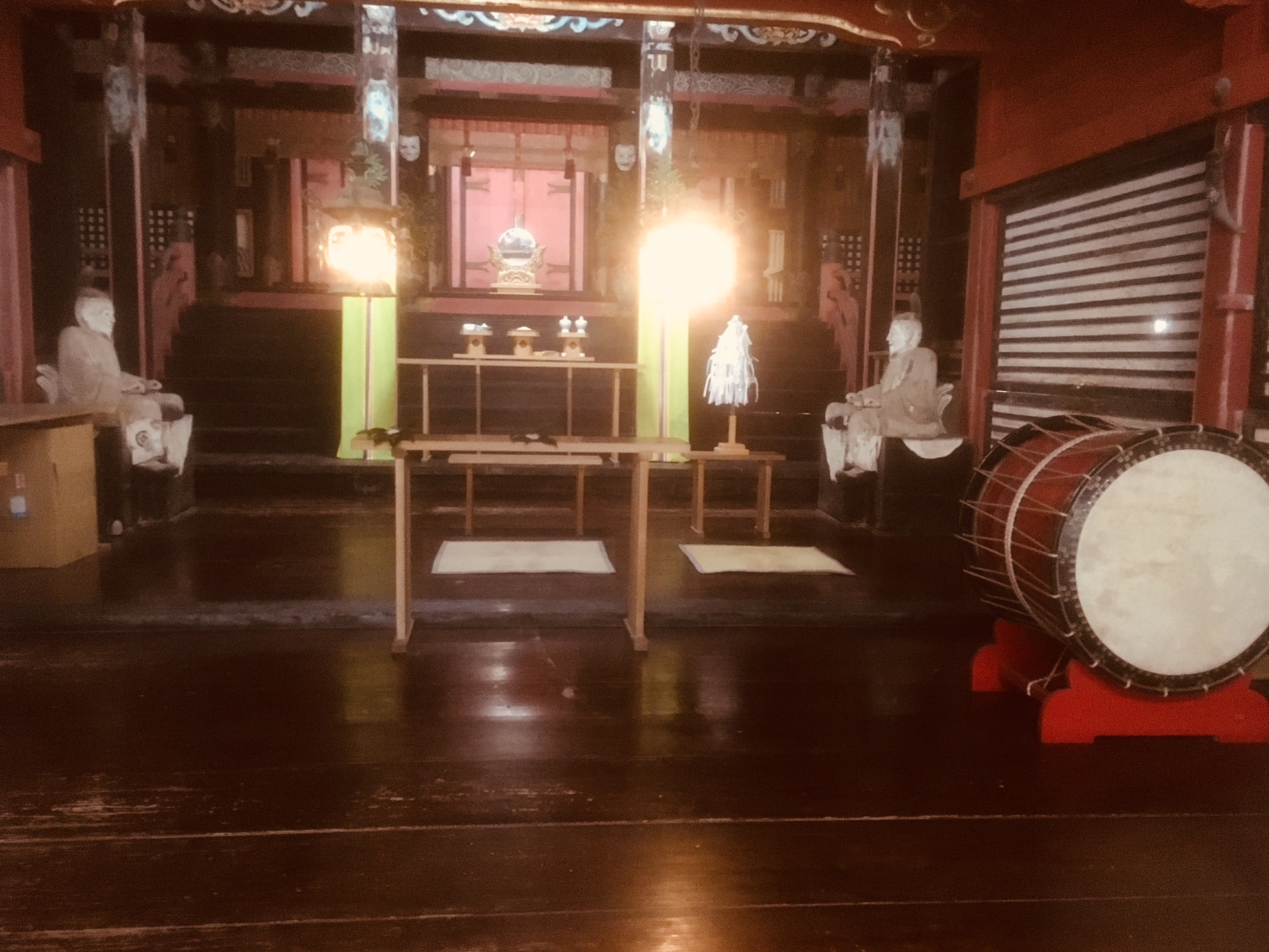
花尾神社（社殿内）

- 花尾神社本殿

## 所蔵文化財
- 花尾神社本殿（附宮殿三基）・祝詞殿・幣殿・拝殿（鹿児島県指定有形文化財）